# 黄村经义堂
29°27′33″N 117°42′02″E / 29.45917°N 117.70056°E
黄村经义堂位于中国江西省婺源县大鄣山乡黄村（原属古坦乡），为黄氏宗祠，因规模宏大，又称百柱宗祠、百柱厅。1982年经义堂作为中国宗祠的代表，参加了巴黎蓬皮杜艺术中心举行的中国民俗展览。1985年被列为婺源县文物保护单位，2000年被列为江西省文物保护单位，2006年作为婺源宗祠的典型代表被列为第六批全国重点文物保护单位。
经义堂建于清康熙二十一年（1683年），位于黄村东部，坐北朝南，背山面水，平面呈长方形，由门屋、享堂和两层的寝室组成。门屋为五凤楼式，单檐歇山顶。享堂明间宽5.80米，次间4.05米，梢间2.10米，总面阔18.10米；前檐廊深3.40米，前后金柱兼具6.15米，总进深13.10米。从大门到寝室后墙长52.60米，总面积952平方米。享堂和寝室的中央三间以及门屋和敞廊地面铺青石板或金砖，其余均用木地板。

## 图片
- 经义堂背山面水的环境
- 寝室明显比前部地势更高
- 门楼
- 门楼上的木雕“二龙戏珠”
- 享堂及两厢，享堂前设月台
- 享堂的梁架
- 享堂的石柱础
- 寝室
- 寝室的梁架